# Corynophyllus fortnumi
Corynophyllus fortnumi är en skalbaggsart som beskrevs av Hope 1845. Corynophyllus fortnumi ingår i släktet Corynophyllus och familjen Dynastidae. Inga underarter finns listade i Catalogue of Life.